# Иллюстрированная газета (Санкт-Петербург)
«Иллюстри́рованная газе́та» — газета, выходившая еженедельно в Санкт-Петербурге с 1863 по 1873 год.

## История
С 1859 до 1863 года носила название «Иллюстрированный семейный листок».
Выходила в Санкт-Петербурге еженедельно, прекратила существование на № 13.
Издавал газету А. О. Бауман. Редактировал, а затем и издавал В. Р. Зотов.
Газета предназначалась для семейного чтения. Была рассчитана на городское мещанство. Печатались популярные внутренние и внешние политические обзоры и «занимательное чтение». В «Иллюстрированной газете» помещались рассказы о путешествиях, описания памятников искусства, биографии художников, исторических лиц и современных политических деятелей, этнографические статьи. В газете помещались карикатуры, не выходившие за рамки бытового юмора.

## Сотрудники, авторы
Сотрудником работал Кислов, Александр Степанович. 
Среди авторов: Дерунов, Савва Яковлевич, Кичеев, Николай Петрович, Шарубин, Николай Гаврилович